# Verband der Vereine Deutscher Studenten
Der Verband der Vereine Deutscher Studenten (VVDSt), auch Kyffhäuserverband (VVDSt-KV) genannt, ist ein Korporationsverband mit etwa 40 Mitgliedsverbindungen. Die Mitgliedskorporationen nennen sich Verein Deutscher Studenten (VDSt).

## Struktur
Die Vereine Deutscher Studenten sind nichtschlagende, farbenführende Verbindungen, in denen männliche Studenten und Akademiker Mitglied werden können, die sich dem deutschen Sprach- und Kulturkreis verbunden fühlen. Letzteres wird weit ausgelegt, de facto werden etwa auch Studenten nicht-deutscher Herkunft aufgenommen. Die Farben der meisten Vereine Deutscher Studenten und des Dachverbandes sind Schwarz-Weiß-Rot, der Wahlspruch des Dachverbandes lautet „Mit Gott für Volk und Vaterland!“
Die Verbindungen gliedern sich in einen Aktiven Bund für die aktiven, studentischen Mitglieder und den dazugehörigen Altherren-Bund, in den der Aktive nach Beendigung seines Studiums als Alter Herr übernommen wird. Oberstes Organ des VVDSt ist die jährliche Verbandstagung.
Der VVDSt ist mit der Verbindung Schleswigscher Studenten (VSSt) und den Vereinen Deutscher Hochschüler (VDH) durch ein Freundschaftsabkommen verbunden. Von 1955 bis 2012 bestand ein Arbeitsabkommen mit der Deutschen Burschenschaft. Zentrales Anliegen des „Heidelberger Abkommens“ war der gemeinsame Einsatz für die Wiedervereinigung. Da diese Realität ist und das Abkommen über Jahrzehnte nicht mit Leben gefüllt war, wurde es auf der Verbandstagung 2012 als inhaltlich erfüllt betrachtet und eine Fortführung für nicht sinnvoll erachtet.

### Verbandszeitschrift

Logo der Akademischen Blätter

Seit 1886 besitzt der VVDSt mit den Akademischen Blättern eine eigene Verbandszeitschrift. 

### Prinzipien
Der VVDSt hat seine Grundsätze in sogenannten Prinzipien niedergelegt.
- Lebensbundprinzip: Die Mitgliedschaft beginnt in der Regel im Studium und endet mit dem Tod.
- Schwarzes Prinzip: Farben werden nicht in Band und Mütze getragen.
- Politisches Prinzip: Die Mitglieder sollen zu verantwortungsbewussten Bürgern erzogen werden.
- Conventsprinzip: Alle Entscheidungen werden demokratisch getroffen.
- Männerbundsprinzip: Mitglied in einem VDSt können nur männliche Studenten werden.
- Toleranzprinzip: Alle Mitglieder sollen sich in gegenseitiger Toleranz üben.
- Verbandsprinzip: An jedem Hochschulort existiert in der Regel nur eine Mitgliedskorporation, alle Verbandsmitglieder reden sich mit „Bundesbruder“ an, es gilt verbandsweit der Duz-Comment und bei Hochschulwechsel wird ein Aktiver automatisch Mitglied des örtlichen VDSt.

Der Verband ist politisch neutral und konfessionell nicht gebunden.

### Ziele
Die Ziele des Verbandes sind in der Verbandssatzung des VVDSt festgelegt. Laut dieser Satzung stellen sich die Vereine Deutscher Studenten zur Aufgabe, ihren Mitgliedern politische Kenntnisse zu vermitteln, die persönliche Einsatzbereitschaft zu fördern und kritisches Bewusstsein zu wecken.
Insbesondere sollen die Mitglieder eintreten:
- für die demokratische Grundordnung,
- für Recht und Freiheit in allen Bereichen des staatlichen, politischen und gesellschaftlichen Lebens (…),
- für eine gerechte, um Ausgleich bemühte soziale Ordnung,
- für die Erhaltung einer lebenswerten Umwelt,
- für die Pflege der deutschen Sprache und Kultur,
- für ein politisch und wirtschaftlich geeintes, freiheitlich-demokratisches Europa gleichberechtigter Völker,
- für die unveräußerlichen und unverletzlichen Menschenrechte sowie die Rechte ethnischer Minderheiten in ihrer angestammten Heimat auf ihre eigenständige Sprache und Kultur,
- insbesondere für die Verbundenheit mit allen Angehörigen [des deutschen Volkes] durch politische Unterstützung, kulturelle Förderung, soziale Hilfe und menschliche Begegnung.

## Couleur
Bänder und Mützen werden traditionell nicht getragen. Die Farben werden jedoch von den meisten Mitgliedern als Zipfel geführt. Zu feierlichen Anlässen wird der Chargenwichs getragen. Kneipen und Kommerse werden gefeiert, folgen aber einer über die Generationen stark vereinfachten Form. Weitere Symbolik, die verbandsübergreifend in allen VDSt-Bünden geführt werden kann, besteht aus dem Verbandszirkel und dem Verbandsdreieck. Der Verbandszirkel kann von jedem VDSter zusätzlich zu dem Zirkel oder den Zirkeln des Bundes geführt werden. In der Regel ist es jedoch üblich, dass nur Mitglieder des Vorortes sowie weitere hohe Verbandsamtsträger diesen Zirkel führen. Das Verbandsdreieck fungiert als „Emblem“ des Verbands; es stellt ein Dreieck dar, welches mit Spitze nach unten zu sehen ist und von außen nach innen die Farben schwarz-weiß-rot trägt. Es kann in Form der Verbandsnadel am linken Revers getragen werden und dient somit als Erkennungszeichen, mit dem man sich auch in der Öffentlichkeit als VDSter zu erkennen geben kann.

## Geschichte
Die ersten Vereine deutscher Studenten gründeten sich im Jahr 1880 in Berlin sowie 1881 in Halle, Leipzig, Breslau, Greifswald und Kiel. Angestoßen wurde diese Bewegung u. a. durch antisemitische Propaganda des Hofpredigers Adolf Stoecker (Christlich-Soziale Partei) und Veröffentlichungen des Historikers Heinrich von Treitschke sowie durch den sog. Berliner Antisemitismusstreit. Den unmittelbaren Anlass bildete eine 1880 unter anderem von Bernhard Förster und Max Liebermann von Sonnenberg initiierte Antisemitenpetition, die den Reichskanzler aufforderte, die rechtliche Gleichstellung der Juden zurückzunehmen. Aus den „Komitees zur Verbreitung der Petition unter der Studentenschaft“ entstanden die Vereine deutscher Studenten, die sich politisch im Sinne antisemitischer Agitation betätigten und gesamtstudentischen Vertretungsanspruch erhoben.
Unter der Führung von Diederich Hahn und Friedrich Naumann fanden sich am 6. August 1881 etwa 800 Studenten auf dem ersten Kyffhäuserfest zusammen. Anlässlich dieses Treffens schlossen sich die VDSt zum „Kyffhäuser-Verband“ bzw. zum „Verband der Vereine Deutscher Studenten“ (VVDSt) zusammen. Leitideen der Vereine Deutscher Studenten waren Deutschtum, Monarchie und Christentum. Dies manifestierte sich in dem Wahlspruch des VVDSt („Mit Gott für Kaiser und Reich“). Der VVDSt unterstützte die Sozialreform in Sinne Bismarcks und sah in der Kaiserlichen Sozialbotschaft Wilhelms I. vom 17. November 1881 seine Vorstellungen verwirklicht. Diese Verbundenheit wurde durch die Einweihung des Botschaftsgedenksteins auf dem Kyffhäuser auf der 16. Verbandstagung 1896 in Kelbra ausgedrückt. Am Gründungsort des Verbandes wurde 1906 direkt neben der Burgruine Rothenburg eine Bismarcksäule errichtet. Der von Wilhelm Kreis entworfene Turm wurde mit Spenden des Verbandes finanziert. Bismarck unterstützte den Verein, indem er 1881 über den Kopf und gegen den Widerstand des mehrheitlich liberal besetzten Senats der Berliner Universität die Anerkennung des VDSt durch die Universität anordnen ließ.
Ende der 1890er-Jahre wandten sich die Vereine Deutscher Studenten vom parlamentarischen Antisemitismus ab und vertraten nunmehr eine nicht nur antisemitische, sondern auch extrem völkische Haltung. Antisemitismus galt dabei als positiver und durch Rassismus scheinbar auch wissenschaftlich begründeter Bestandteil dieser Überzeugung. 1896 wurde in die Satzung des Kyffhäuserverbandes ein Arierparagraph aufgenommen, womit die Vereine Deutscher Studenten nicht mehr nur Juden, sondern auch Studenten jüdischer Herkunft ausschlossen.
Die Vereine Deutscher Studenten förderten die Akzeptanz völkischen Denkens im Bürgertum und bereiteten Organisationen wie dem Alldeutschen Verband den Weg. Viele Alldeutsche, aber auch aktive Gegner der Frauenemanzipation waren als Studenten im VDSt aktiv gewesen oder waren ihm als alte Herren oder Ehrenmitglieder verbunden. Mit der völkischen kam auch eine antislawische Ausrichtung hinzu. Mit dem Deutschen Ostmarkenverein, der wie auch die Akademischen Blätter eine Entpolonisierung der deutschen Ostprovinzen forderte, unterhielt der Kyffhäuserverband seit dessen Gründung eine enge inhaltliche und institutionelle Kooperation. Der Kyffhäuserverband schloss sich außerdem dem Deutschen Wehrverein an und rief zum Beitritt zur Gobineau-Gesellschaft Ludwig Schemanns auf. 1910 konnte der Jurist Karl Kormann (1884–1914) es als Erfolg des VDSt verbuchen, dass „der Gedanke des gesellschaftlichen Antisemitismus [heute] ja so ziemlich ein selbstverständliches Gemeingut aller akademischen Kreise geworden [ist]“.
Die VDSt verstanden sich als Angebot für politisch interessierte Studenten. Sie wollten keine neue Korporation neben den bereits bestehenden bilden, nicht einen Verein in der Studentenschaft, sondern die deutsche Studentenschaft selbst vertreten. Korporierte und Nichtkorporierte fanden sich in den Vereinen zusammen. So erklärt sich der Name „Verein Deutscher Studenten“, und deshalb wählten die VDSt unter Ablehnung von Band und Mütze die Farben des Reiches „Schwarz-Weiß-Rot“ als Vereinsfarben.
Nachdem die 1881 gegründete Kyffhäuser-Zeitung schon nach wenigen Jahren wieder eingestellt worden war, gründete man im Jahr 1886 auf Anregung des damaligen Vorortsvorsitzenden Rudolf Heinze, der später in der Weimarer Republik Vizekanzler und Reichsjustizminister werden sollte, mit der Zeitschrift Akademische Blätter ein eigenes Verbandsorgan.
Neben den Anfängen und dem Ausbau der Volkstumsarbeit spielte um die Wende vom 19. zum 20. Jahrhundert ein anderes Problem in der Verbandsgeschichte eine Rolle, die Auseinandersetzung mit der Parteipolitik. Akut wurde diese Frage, als Friedrich Naumann mit seinem Nationalsozialen Verein im Jahr 1896 eine politische Gründung vollzog und unter den VDSt-ern eine nicht geringe Anhängerschaft fand, so dass in der Öffentlichkeit zeitweilig der Eindruck entstehen konnte, als sei sein Nationalsozialer Verein die Fortsetzung des Verbandes im praktischen Leben. Dass diese Auffassung nicht zutraf, wurde auf den Verbandstagungen der Jahre 1897 und 1898 ausdrücklich festgestellt, um so die parteipolitische Neutralität des Verbandes zu wahren. Innerhalb des VDSt entstand so viel Streit zu der Frage der politischen Aktivität Friedrich Naumanns, dass dieser sich entschloss, aus dem VDSt auszutreten (so genannter Naumann-Streit). Eine außerordentliche Verbandstagung im Januar 1907 in Leipzig, auf der sich der Gedanke der parteipolitischen Neutralität erneut durchsetzte und liberale wie konservative Ideen im Verband für gleichberechtigt anerkannt wurden, beendeten schließlich diesen verbandsinternen Streit.

### Erster Weltkrieg
Mit einem als unausweichlich empfundenen Krieg hatten die VDSter schon Jahre zuvor gerechnet. Begeistert zogen viele von ihnen in den Ersten Weltkrieg: Jeder Zehnte meldete sich 1914 kriegsfreiwillig, ein weiteres Zehntel ging als Reserveoffiziere an die Front. Die Hoffnung auf den raschen Sieg wich bald der Ernüchterung. Statt eine siegreiche Heimkehr nach wenigen Monaten zu verkünden, veröffentlichten die Akademischen Blätter über Jahre hinweg Todesanzeigen, heroisierten den Opfertod und verlangten „Durchhaltewillen“. Da ihre Mitglieder überwiegend einberufen worden waren und sich erst nach und nach „Invalidenvereine“ herausbildeten, ruhte das Aktivenleben während des Krieges bei den meisten Vereinen. Die verbliebenen Aktiven pflegten den Kontakte zu den Bundesbrüdern an der Front durch Briefe, „Liebesgaben“ und Zusendung der Akademischen Blätter. Die VDSter setzten sich zum Ziel, „kämpfend, sammelnd und aufbauend mitzuwirken an der neuen deutschen Zukunft“. Einflussreiche VDSter propagierten einen Siegfrieden mit territorialen Eroberungen; Theologen im Kyffhäuser-Verband predigten einen „Heiligen Krieg“ und dessen „reinigende“ Kraft für die „Wiedergeburt“ des deutschen Volkes. 
Am Ende des Krieges waren 800 von 5.800 VDStern gefallen oder vermisst. Zu ihrem Andenken wurde eine „Ehrenhalle“ in der 1906 errichteten Bismarcksäule auf der Rothenburg am Kyffhäuser geweiht, ihre Namen wurden in einem „Ehrenbuch“ verewigt.

### Weimarer Republik
Nach der Niederlage des Deutschen Reichs und dem Ende der Monarchie stellte sich für den VDSt die Frage, wie man sich als Anhänger der Monarchie zur neuen Staatsform stellen sollte. Während viele Alte Herren der Weimarer Republik als Beamte dienten und zum Teil hohe Staatsämter bekleideten, entwickelte sich in der Aktivengeneration eine ablehnende Haltung zu Republik und Demokratie.  Angestrebt wurde Deutschlands „Erneuerung“ durch „nationale Erziehung“ der Jugend und Bildung einer Volksgemeinschaft. Der monarchische Gedanke wich immer mehr dem Glauben an das Führerprinzip. 
Viele Alte Herren waren zu dieser Zeit in den konservativen Parteien DVP und DNVP aktiv, so zum Beispiel Otto Most und Rudolf Heinze in der DVP und Kuno Graf von Westarp, Otto Hoetzsch, Paul Baecker und Reinhard Mumm in der DNVP bis zur Machtübernahme Hugenbergs. Andere Alte Herren, wie Ferdinand Friedensburg und Wilhelm Heile, wirkten in der linksliberalen DDP, die von den VDStern Friedrich Naumann und Hellmut von Gerlach mitbegründet worden war. Der Diplomat Rudolf Nadolny wurde unter Friedrich Ebert Leiter des Büros des Reichspräsidenten. Rudolf Heinze war im Kabinett Fehrenbach Vizekanzler und Reichsjustizminister. In der Schlussphase der Weimarer Republik schließlich gehörten Kuno Graf von Westarp, Karl Maßmann und Hermann Ullmann zu den engsten Mitarbeitern des Reichskanzlers Heinrich Brüning.
Trotz dieser Mitarbeit einiger VDSter wurde die republikanische Staatsform mehrheitlich abgelehnt; Ferdinand Friedensburg wurde 1926 gar aus dem Altherrenverband ausgeschlossen. Besonders die studentischen Mitglieder entwickelten eine immer stärkere Ablehnung der Weimarer Republik. Mit Einsetzen der Weltwirtschaftskrise wurde die Einstellung der Aktiven radikal, und es kam auf hochschulpolitischer Ebene bereits zu punktueller Zusammenarbeit mit dem Nationalsozialistischen Deutschen Studentenbund, mit dem es seit dieser Zeit auch erste personelle Überschneidungen gab. Beispielsweise trat Gustav Adolf Scheel im Wintersemester 1928/29 dem VDSt Straßburg-Hamburg-Rostock bei, 1929 wurde er Mitglied des NSDStB.

### Zeit des Nationalsozialismus
1933 begann im VVDSt ein Prozess der Selbstgleichschaltung. So wurde im Verband u. a. das Führerprinzip eingeführt. Die Führung des Verbandes übernahm bis 1935 der NSDAP-Gauleiter Wilhelm Kube. Sein Nachfolger wurde Johannes Wotschke, auch er ein langjähriges Mitglied der NSDAP. Getragen wurde der politische Enthusiasmus für den Nationalsozialismus vor allem von den Studenten (Aktivitas), während sich die Alten Herren reservierter verhielten.
Eine Reihe von VDSt-Mitgliedern übernahm Führungspositionen im NS-Staat: Gustav Adolf Scheel wurde 1936 Reichsstudentenführer, 1941 Gauleiter in Salzburg, Hans Fritzsche erhielt leitende Positionen im Reichspropagandaministerium unter Goebbels. Besonders stark vertreten waren Angehörige des VDSt im Führungspersonal der Deutschen Christen. Sowohl der erste Reichsleiter der Deutschen Christen, Joachim Hossenfelder, als auch Reichsbischof Ludwig Müller waren während ihres Studiums einem VDSt beigetreten. Führende VDSter waren aber auch in der Bekennenden Kirche aktiv, so die späteren Landesbischöfe Otto Dibelius, Kurt Scharf und Niklot Beste.
Bei aller Begeisterung für den Nationalsozialismus war der Kyffhäuser-Verband bemüht, seine Eigenständigkeit zu bewahren. Zudem stieß die aggressive Kritik vieler Nationalsozialisten am Christentum auf Ablehnung. Im Oktober 1935 erklärte Verbandsführer Johannes Wotschke, jeglicher Angriff auf das Christentum sei unvereinbar mit den Verbandszielen.
Der totalitäre Machtanspruch der NSDAP duldete auch im studentischen Leben keine unabhängigen Gemeinschaften neben sich. Der HJ wurde untersagt, mit den Korporationen zusammenzuarbeiten, ihre Mitglieder durften nicht in eine Verbindung eintreten. Am 14. Mai 1936 verbot Rudolf Heß allen Mitgliedern der NSDAP die Zugehörigkeit zu einer studentischen Korporation. Dies führte dazu, dass auf der 57. Verbandstagung 1938 die Auflösung des Verbandes bekanntgegeben wurde.

### Seit 1945
In den Jahren 1948 bis 1950 entstanden an westdeutschen Hochschulen wieder einzelne aktive Vereine Deutscher Studenten, zunächst gelegentlich noch unter anderem Namen. Der erste Nachkriegs-VDSt war die „Weltoffene Vereinigung Deutscher Studenten an der Technischen Hochschule Hannover – ORBIS“. Es gab auch eine Reihe von Neugründungen. Auf der ersten Verbandstagung nach dem Zweiten Weltkrieg im Februar 1951 in Bonn wurde der Verband der Vereine Deutscher Studenten (VVDSt) neu gegründet. Neuer Wahlspruch wurde „Mit Gott für Volk und Vaterland“.
Auch in der Bundesrepublik Deutschland bekleideten VDSter hohe politische Ämter, wie zum Beispiel Hermann Ehlers als Bundestagspräsident.
Die VDSter Hermann Ehlers, Ferdinand Friedensburg und Hans Egidi waren bestimmend für die geistige Ausrichtung des VVDSt nach dem Zweiten Weltkrieg. In seinen politischen Zielen trug der Verband seiner eigenen Geschichte und den Ereignissen in der Zeit des Nationalsozialismus Rechnung. Die demokratische Staatsform der Bundesrepublik wurde bejaht und mitgetragen. Ein vereintes Europa und ein in Frieden und Freiheit wiedervereinigtes Deutschland wurden als Ziel angestrebt. So wendet sich der VVDSt laut seiner Satzung „gegen jegliche Diskriminierung oder Ausgrenzung von Menschen, wie zum Beispiel aus politischen, religiösen oder rassistischen Gründen“, und „gegen jede Form von Antisemitismus“.
1954 wurde auf der Verbandstagung das Witzenhauser Programm beschlossen, nach dem die Wiedervereinigung Deutschlands in den Mittelpunkt allen politischen Handelns gestellt werden sollte. Hauptarbeitsthemen der VDSt sollten Fragen der Wiedervereinigung, des Kommunismus, des staatlichen und gesellschaftlichen Lebens sowie des Volkstums und der europäischen Einigung sein. Der 1957 gegründete VDSt Königsberg-Mainz bezog 1968 sein Haus Königsberg, eine Verbindung von Studentenwohnheim und Korporationshaus.
Anlässlich der Studentenunruhen 1968 wurden im VVDSt intern erneut die Verbandsziele diskutiert und 1970 neu formuliert bzw. angepasst. Der VDSt Frankfurt wurde wegen rechtsextremer Bestrebungen 1969 aus dem Verband ausgeschlossen.
In der DDR waren traditionelle Studentenverbindungen und somit auch die VDSt verboten. Daher wurden erst nach der Wiedervereinigung Deutschlands 1990 die ostdeutschen VDSt (neu) gegründet. In der politischen Wiedervereinigung Deutschlands verwirklichte sich ein Hauptziel der VDSter. Heute wie schon zur Zeit der Gründung der ersten VDSt-Bünde ist es nun oberstes Ziel der VDSter, der politischen Einigung auch die innere folgen zu lassen. In diesem Sinne setzt sich der VVDSt für ein vereintes Europa unter Gleichberechtigung aller europäischen Staaten, Völker und Volksgruppen ein.
Heute ist der VVDSt in 38 Universitätsstädten, davon 32 in Deutschland, 5 in Österreich und 1 in Ungarn, vertreten. Ausdruck des europäischen Einigungsgedankens sind Kooperationen mit ähnlich strukturierten Studentenverbindungen, so mit der Verbindung Schleswigscher Studenten (VSSt) in Dänemark, den Vereinen Deutscher Hochschüler in Polen zu Ratibor und Oppeln, in Rumänien zu Temeswar, in Ungarn zu Budapest und in Kroatien zu Agram.
Die Vereinten Nationen (UN) haben im Jahr 2006 die VDSt-Akademie für das Engagement im Bereich „Bildung für nachhaltige Entwicklung“ ausgezeichnet. Das Projekt „Wissen für Europa“ wurde vom Nationalkomitee für die UN-Dekade „Bildung für nachhaltige Entwicklung“ als offizielles „Dekade-Projekt“ ausgewählt. Am 1. Februar 2008 ist das Projekt für zwei weitere Jahre ausgezeichnet worden.

### Korporative Entwicklung
Der VVDSt und seine Mitgliedsbünde bekennen sich zu den hergebrachten Traditionen des korporationsstudentischen Brauchtums, ohne aber Bestimmungsmensuren zu praktizieren. Sie gaben jedoch bis 1953 bei Ehrenhändeln Satisfaktion auf Säbel. Darüber hinaus sind die Vereine Deutscher Studenten „Schwarze Verbindungen“, das heißt, sie tragen ihre Farben nicht, wie viele andere Verbindungen, in Band und Mütze. Dies erklärt sich aus der Verbandsgeschichte des VVDSt. Da die ersten Vereine zunächst interkorporative Zusammenschlüsse politisch interessierter Studenten waren, wählten die Gründer 1881 als Vereinsfarben die Reichsfarben schwarz-weiß-rot. Nachdem sich die Vereine Deutscher Studenten zu Studentenverbindungen entwickelt hatten, behielten sie die Farben bei, das Tragen von Band und Mütze setzte sich jedoch nicht durch. Das Schwarze Prinzip wurde fortan mit dem Gedanken verknüpft, dass VDSter sich nicht durch äußere Zeichen von der Gesellschaft abgrenzen wollen. Einzige Ausnahme ist der VDSt zu Wien „Philadelphia“, der als Farben schwarz-rot-gold hat und farbentragend ist. Zu feierlichen Anlässen tragen die Chargierten des VVDSt meist Wichs mit schwarzen, roten oder weißen Pekeschen.

## Vereine Deutscher Studenten
- VDSt Straßburg-Hamburg-Rostock
- Verein Deutscher Studenten Berlin und Charlottenburg
- Verein Deutscher Studenten Kiel
- Verein Deutscher Studenten zu Bonn
- VDSt Halle-Wittenberg